# Caleruela
Caleruela est une municipalité espagnole de la province de Tolède, dans la région autonome de Castille-La Manche.